# سونغ بوم كون
سونغ بوم كون (مواليد 15 أكتوبر 1997) هو لاعب كرة قدم كوري جنوبي يلعب في مركز حارس المرمى في نادي جونبك هيونداي موتورز.

## وصلات خارجية
- سونغ بوم كون على موقع الاتحاد الدولي (مؤرشف)  (الإنجليزية)
- سونغ بوم كون على موقع رابطة كرة القدم اليابانية للمحترفين (اليابانية)
- سونغ بوم كون على موقع دوري كوريا الجنوبية (الإنجليزية)
- سونغ بوم كون على موقع إي إس بي إن إف سي (الإنجليزية)
- سونغ بوم كون على موقع ناشيونال فوتبول تيمز (الإنجليزية)
- سونغ بوم كون على موقع Soccerway.com (الإنجليزية)
- سونغ بوم كون على موقع عالم كرة القدم.نت (الإنجليزية)
- سونغ بوم كون على موقع أوليمبيديا (الإنجليزية)